# Tercera Federación - Grupo II 2025-26
La temporada 2025-26 del Grupo II de la Tercera Federación de fútbol comenzará el 7 de septiembre de 2025 y finalizará el 10 de mayo de 2026. Posteriormente se disputará la promoción de ascenso entre el 17 de mayo y el 7 de junio en su fase territorial, y para finalizar en su fase nacional entre el 14 y 21 de junio. Se trata de la quinta edición tras la restructuración de las categorías no profesionales por parte de la RFEF a causa de la pandemia global causada por el Coronavirus; y es la quinta categoría a nivel nacional.

## Sistema de competición
Participan dieciocho clubes encuadrados en un único grupo. Se enfrentan todos contra todos en dos ocasiones -una en campo propio y otra en campo contrario- durante un total de 34 jornadas. El orden de los encuentros se decide por sorteo antes de empezar la competición. La Federación de Fútbol del Principado de Asturias es la responsable de designar las fechas de los partidos y los árbitros de cada encuentro, reservando al equipo local la potestad de fijar el horario exacto de cada encuentro.
Una vez finalizada la competición, el primer clasificado asciende directamente a Segunda Federación y se proclama campeón de Tercera Federación.
Los clasificados entre el segundo y el quinto lugar disputan un Play Off territorial en formato de eliminatorias a doble partido ida y vuelta. En caso de empate el vencedor de la eliminatoria es el equipo mejor clasificado. El equipo vencedor de este Play Off se clasifica a la Promoción de ascenso a Segunda Federación que tiene carácter de final interterritorial.
Los tres últimos clasificados descienden directamente a Primera RFFPA. Puede haber más descensos por arrastre provocados por descensos de superior categoría.

## Ascensos y descensos
| Pos. | Ascendidos a 2.ª Federación |
| ---- | --------------------------- |
| 1º   | Real Oviedo Vetusta         |
| 5.º  | C. D. Lealtad               |

| Pos. | Descendidos de 2.ª Federación |
| ---- | ----------------------------- |
| 15º  | U. D. Llanera                 |

| Pos. | Ascendidos de Primera RFFPA |
| ---- | --------------------------- |
| 2º   | Club Siero                  |
| 3º   | C. D. Llanes                |
| 4º   | Navarro C. F.               |
| 5º   | U. D. Gijón Industrial      |

| Pos. | Descendidos a Primera RFFPA |
| ---- | --------------------------- |
| 16.º | Urraca C. F.                |
| 17.º | Condal Club                 |
| 18.º | Deportivo Roces             |

## Equipos

### Listado de equipos
| Club                             | Fundación | Estadio                    | Capacidad | Localidad/Barrio  | Concejo                    |
| -------------------------------- | --------- | -------------------------- | --------- | ----------------- | -------------------------- |
| Avilés Stadium Club de Fútbol    | 2015      | Muro de Zaro               | 4.000     | Avilés            | Avilés                     |
| Caudal Deportivo                 | 1918      | Hermanos Antuña            | 2.940     | Mieres del Camín  | Mieres                     |
| Unión Club Ceares                | 1946      | La Cruz                    | 1.500     | Ceares            | Gijón                      |
| Club Deportivo Colunga           | 1934      | Santianes                  | 2.000     | Colunga           | Colunga                    |
| Club Deportivo Covadonga         | 1979      | Álvarez Rabanal            | 2.000     | Oviedo            | Oviedo                     |
| Unión Deportivo Gijón Industrial | 1969      | Santa Cruz                 | 2.500     | Gijón             | Gijón                      |
| L'Entregu Club de Fútbol         | 1997      | Nuevo Nalón                | 1.200     | El Entrego        | San Martín del Rey Aurelio |
| Sociedad Deportiva Lenense       | 1953      | El Sotón                   | 3.000     | Pola de Lena      | Lena                       |
| Unión Deportiva Llanera          | 1981      | Pepe Quimarán              | 1.000     | Posada de Llanera | Llanera                    |
| Club Deportivo Llanes            | 1949      | San José                   | 1.500     | Llanes            | Llanes                     |
| Club Deportivo Mosconia          | 1961      | Marqués de la Vega de Anzo | 4.000     | Grado             | Grado                      |
| Navarro Club de Fútbol           | 1980      | Tabiella                   | 1.500     | Navarro           | Avilés                     |
| Club Deportivo Praviano          | 1949      | Santa Catalina             | 2.500     | Pravia            | Pravia                     |
| Escuela de Iniciación San Martín | 2012      | El Florán                  | 1.100     | Blimea            | San Martín del Rey Aurelio |
| Club Siero                       | 1916      | El Bayu                    | 5.000     | Pola de Siero     | Siero                      |
| Sporting Atlético                | 1960      | Mareo                      | 3.000     | Mareo             | Gijón                      |
| Real Titánico                    | 1964      | Las Tolvas                 | 2.000     | Pola de Laviana   | Laviana                    |
| Club Deportivo Tuilla            | 1952      | El Candín                  | 2.800     | Tuilla            | Langreo                    |

### Distribución geográfica
18 equipos de la comunidad autónoma del Principado de Asturias 
| Avilés St. Caudal Ceares Colunga Covadonga Gijón Ind. Lenense Llanes L'Entregu Llanera Mosconia Navarro Praviano San Martín Siero Sporting Atlético R.Titánico Tuilla |

Hay representantes de seis de las ocho comarcas del Principado de Asturias; siendo las de Gijón, Nalón y Oviedo con cuatro equipos las mejores representadas. Tan solo la Comarca del Narcea y la Comarca del Eo-Navia no tienen ningún representante.
4 equipos de la Comarca del Nalón:
- L'Entregu Club de Fútbol
- Club Deportivo Tuilla
- Real Titánico
- E. I. San Martín R. A.

4 equipos de la Comarca de Oviedo:
- Club Deportivo Covadonga
- Unión Deportiva Llanera
- Club Deportivo Mosconia
- Club Siero

3 equipos de la Comarca de Avilés:
- Avilés Stadium Club de Fútbol
- Navarro Club de Fútbol
- Club Deportivo Praviano

3 equipos de Gijón y su comarca:
- Unión Club Ceares
- Unión Deportivo Gijón Industrial
- Sporting Atlético

2 equipos de la Comarca del Oriente de Asturias:
- Club Deportivo Colunga
- Club Deportivo Llanes

2 equipos de la Comarca del Caudal:
- Caudal Deportivo
- Sociedad Deportiva Lenense

## Clasificación
| Pos. | Equipo                 | Pts. | PJ | G | E | P | GF | GC | Dif. |                                                    |
| ---- | ---------------------- | ---- | -- | - | - | - | -- | -- | ---- | -------------------------------------------------- |
| 1    | Avilés Stadium C. F.   | 0    | 0  | 0 | 0 | 0 | 0  | 0  | 0    | Ascenso a Segunda Federación y Copa del Rey        |
| 2    | Caudal Deportivo       | 0    | 0  | 0 | 0 | 0 | 0  | 0  | 0    | Acceso a Promoción de Ascenso a Segunda Federación |
| 3    | U. C. Ceares           | 0    | 0  | 0 | 0 | 0 | 0  | 0  | 0    | Acceso a Promoción de Ascenso a Segunda Federación |
| 4    | C. D. Colunga          | 0    | 0  | 0 | 0 | 0 | 0  | 0  | 0    | Acceso a Promoción de Ascenso a Segunda Federación |
| 5    | C. D. Covadonga        | 0    | 0  | 0 | 0 | 0 | 0  | 0  | 0    | Acceso a Promoción de Ascenso a Segunda Federación |
| 6    | L'Entregu C. F.        | 0    | 0  | 0 | 0 | 0 | 0  | 0  | 0    |                                                    |
| 7    | U. D. Gijón Industrial | 0    | 0  | 0 | 0 | 0 | 0  | 0  | 0    |                                                    |
| 8    | S. D. Lenense          | 0    | 0  | 0 | 0 | 0 | 0  | 0  | 0    |                                                    |
| 9    | U. D. Llanera          | 0    | 0  | 0 | 0 | 0 | 0  | 0  | 0    |                                                    |
| 10   | C. D. Llanes           | 0    | 0  | 0 | 0 | 0 | 0  | 0  | 0    |                                                    |
| 11   | C. D. Mosconia         | 0    | 0  | 0 | 0 | 0 | 0  | 0  | 0    |                                                    |
| 12   | Navarro C. F.          | 0    | 0  | 0 | 0 | 0 | 0  | 0  | 0    |                                                    |
| 13   | C. D. Praviano         | 0    | 0  | 0 | 0 | 0 | 0  | 0  | 0    |                                                    |
| 14   | E. I. San Martín R. A. | 0    | 0  | 0 | 0 | 0 | 0  | 0  | 0    |                                                    |
| 15   | Club Siero             | 0    | 0  | 0 | 0 | 0 | 0  | 0  | 0    |                                                    |
| 16   | Sporting Atlético      | 0    | 0  | 0 | 0 | 0 | 0  | 0  | 0    | Descenso a Primera RFFPA                           |
| 17   | Real Titánico          | 0    | 0  | 0 | 0 | 0 | 0  | 0  | 0    | Descenso a Primera RFFPA                           |
| 18   | C. D. Tuilla           | 0    | 0  | 0 | 0 | 0 | 0  | 0  | 0    | Descenso a Primera RFFPA                           |

Los primeros partidos se disputarán el 7 de septiembre de 2025.
 Fuente: BeSoccer

### Evolución de la clasificación
| Jornada | 1 | 2 | 3 | 4 | 5 | 6 | 7 | 8 | 9 | 10 | 11 | 12 | 13 | 14 | 15 | 16 | 17 | 18 | 19 | 20 | 21 | 22 | 23 | 24 | 25 | 26 | 27 | 28 | 29 | 30 | 31 | 32 | 33 | 34 |
| Equipo  |   |   |   |   |   |   |   |   |   |    |    |    |    |    |    |    |    |    |    |    |    |    |    |    |    |    |    |    |    |    |    |    |    |    |
| ------- | - | - | - | - | - | - | - | - | - | -- | -- | -- | -- | -- | -- | -- | -- | -- | -- | -- | -- | -- | -- | -- | -- | -- | -- | -- | -- | -- | -- | -- | -- | -- |
|         |   |   |   |   |   |   |   |   |   |    |    |    |    |    |    |    |    |    |    |    |    |    |    |    |    |    |    |    |    |    |    |    |    |    |

## Resultados
| Local \ Visitante      | AVI | CAU | CEA | COL | COV | ENT | GIN | LEN | LLR | LLS | MOS | NAV | PRA | SAN | SIE | SPO | TIT | TUI |
| ---------------------- | --- | --- | --- | --- | --- | --- | --- | --- | --- | --- | --- | --- | --- | --- | --- | --- | --- | --- |
| Avilés Stadium C. F.   | —   |     |     |     |     |     |     |     |     |     |     |     |     |     |     |     |     |     |
| Caudal Deportivo       |     | —   |     |     |     |     |     |     |     |     |     |     |     |     |     |     |     |     |
| U. C. Ceares           |     |     | —   |     |     |     |     |     |     |     |     |     |     |     |     |     |     |     |
| C. D. Colunga          |     |     |     | —   |     |     |     |     |     |     |     |     |     |     |     |     |     |     |
| C. D. Covadonga        |     |     |     |     | —   |     |     |     |     |     |     |     |     |     |     |     |     |     |
| L'Entregu C. F.        |     |     |     |     |     | —   |     |     |     |     |     |     |     |     |     |     |     |     |
| U. D. Gijón Industrial |     |     |     |     |     |     | —   |     |     |     |     |     |     |     |     |     |     |     |
| S. D. Lenense          |     |     |     |     |     |     |     | —   |     |     |     |     |     |     |     |     |     |     |
| U. D. Llanera          |     |     |     |     |     |     |     |     | —   |     |     |     |     |     |     |     |     |     |
| C. D. Llanes           |     |     |     |     |     |     |     |     |     | —   |     |     |     |     |     |     |     |     |
| C. D. Mosconia         |     |     |     |     |     |     |     |     |     |     | —   |     |     |     |     |     |     |     |
| Navarro C. F.          |     |     |     |     |     |     |     |     |     |     |     | —   |     |     |     |     |     |     |
| C. D. Praviano         |     |     |     |     |     |     |     |     |     |     |     |     | —   |     |     |     |     |     |
| E. I. San Martín R. A. |     |     |     |     |     |     |     |     |     |     |     |     |     | —   |     |     |     |     |
| Club Siero             |     |     |     |     |     |     |     |     |     |     |     |     |     |     | —   |     |     |     |
| Sporting Atlético      |     |     |     |     |     |     |     |     |     |     |     |     |     |     |     | —   |     |     |
| Real Titánico          |     |     |     |     |     |     |     |     |     |     |     |     |     |     |     |     | —   |     |
| C. D. Tuilla           |     |     |     |     |     |     |     |     |     |     |     |     |     |     |     |     |     | —   |